# Hogna ferocella
Hogna ferocella är en spindelart som först beskrevs av Embrik Strand 1916.  Hogna ferocella ingår i släktet Hogna och familjen vargspindlar.
Artens utbredningsområde är Kanarieöarna. Inga underarter finns listade i Catalogue of Life.